# Sunčev toplovodni sustav
Sunčev toplovodni sustav koristi sunčevu energiju, kao obnovljivi izvor energije, za zagrijavanje potrošne tople vode, toplovodno i toplozračno grijanje prostora, hlađenje prostora, zagrijavanje plivačkih bazena, zagrijavanje vodene pare radi proizvodnje električne energije i drugo. Sunčev toplovodni sustav s prisilnim kruženjem vode se sastoji uglavnom od sunčevih toplovodnih kolektora, sunčevog spremnika topline, pomoćnog grijača, toplovodnih cijevi, te pumpe i regulacijskog sklopa koji njome upravlja. Postoje i takve konstrukcije toplovodnih sustava, koje omogućuju rad sustava bez pumpe i regulacijskog sklopa, a naziva se termosifon ili sunčev toplovodni sustav s prirodnim kruženjem vode.
U sunčevim toplovodnim sustavima najčešće se koriste pločasti sunčevi kolektori, a u novije vrijeme sve više i vakuumski sunčevi kolektori. Temperature radnog medija koji struji kroz kolektore (mješavina voda/glikol) obično se kreću 35 - 65 °C, ovisno o godišnjem dobu, veličini sustava i namjeni. Pločastim sunčevim kolektorima moguće je u radu postići temperature do 85 °C, a vakuumskim do 100 °C, no u većini slučajeva tako visoke temperature nisu potrebne, štoviše one izazivaju veliki pad toplinskog iskorištenja kolektora.
Sunčevim toplovodnim sustavom moguće je godišnje prikupiti 500 - 600 kWh/m2 površine kolektora u kontinentalnom dijelu Republike Hrvatske, a u primorskom dijelu 900 - 1000 kWh/m2. Ugradnjom sunčevog sustava s 4 m2 kolektorske površine moguće je pokriti ukupnu toplinsku potrebu u ljetnim mjesecima ukućanstvu s 4 člana, pri potrošnji tople vode temperature 45 °C od oko 50 litara/osobi. Kod većih sustava i sustava drugih namjena (hoteli, autokampovi, apartmani i dr.), svakako se preporuča provođenje odgovarajućeg proračuna radi optimiranja površine kolektora, veličine spremnika i rada regulacije. Razdoblje isplativosti sunčevih sustava kreću se 8 - 16 godina u kontinentalnom dijelu, te 6 - 12 godina u primorskom dijelu naše zemlje, ovisno o tome uspoređuje li se s plinom ili električnom energijom kao konvencionalnim gorivom. Dakako, točnije vrijednosti za pojedini sustav i potrošnju u objektu mogu se dobiti samo proračunom.
U većini zemalja koje imaju visoku stopu korištenja sunčevih sustava po glavi stanovnika, npr. Cipar, Austrija, Grčka, Njemačka, Danska, postoji sustav novčanih potpora kojima se potiče ugradnja sunčevih sustava i značajno snižavaju troškovi investicije. Nažalost, u Hrvatskoj takvih sustavnih potpora još nema, već su potpore ograničene na manji broj sustava kroz regionalne projekte, što je i razlog za brojku od samo 55 000 m2 ugrađene kolektorske površine (npr. Slovenija 112 000 m2, Austrija 2 800 000 m2), unatoč velikom tehnološkim mogućnostima, posebice u primorskom dijelu naše zemlje.

## Sustav s prirodnim kruženjem ili termosifon
Sustav s prirodnim kruženjem ili termosifon nakon zagrijavanja u kolektoru, zbog razlike u gustoći diže do spremnika, postavljenog iznad kolektora, tamo hladi i vraća nazad u kolektor, potiskujući toplu vodu prema spremniku. Ne zahtijevaju regulaciju niti pumpu, no imaju manju stupanj iskoristljivosti, zbog manjih protoka u kolektoru i većih toplinskih gubitaka, ako je spremnik ugrađen izvan objekta. Stoga su takvi sustavi prikladni za grijanje tople vode u manjim objektima, u ljetnim mjesecima.

## Sustav s prisilnim kruženjem
Sustav s jednim spremnikom tople vode uobičajen je u malim objektima (do 50 ljudi). Kod većih objekata, potrebno je povećati i obujam spremnika, a to je moguće dodavanjem još jednog serijski spojenog spremnika. U velikim objektima, koji zahtijevaju spremnik od nekoliko tisuća litara vode, koristi se sustav s međuspremnikom. Međuspremnik služi da se toplina proizvedena sunčevim kolektorima akumulira, ali ne kao potrošna topla voda, nego kao tzv. „mrtva voda“, koja preko izmjenjivača topline zagrijava vodu u manjem spremniku. Manji spremnik na taj način osigurava svježu toplu vodu, koja se ne miješa s vodom u međuspremniku. Time se izbjegava moguća pojava legionarske bolesti. Potrošnu toplu vodu se može također dodatno zagrijati i to visokoučinkovitim vanjskim grijačem.
Tipičan sunčev toplovodni sustav s prisilnom cirkulacijom sadrži sunčev toplovodni kolektor, sunčev spremnik topline, cirkulacijsku pumpu i regulaciju. Sunčeva tekućina preuzima apsorbirano sunčevo zračenje u kolektoru i predaje ga vodi u akumulacijskom spremniku, preko izmjenjivača topline, koji se sastoji od cijevi savijenih u spiralu radi bolje izmjene topline i zauzimanja manjeg prostora. Kod većih sustava koriste se visokoučinski pločasti izmjenjivači smješteni unutar ili izvan spremnika.
U razdobljima nedovoljne insolacije ili povećane potrošnje, u većini sunčevih toplovodnih sustava, voda se dogrijava preko dodatnog izmjenjivača topline, kroz koji struji topla voda iz kotla na lož ulje, plin, električnu energiju ili biomasu. U ljetnim mjesecima je uputno koristiti električni grijač ugrađen izravno u spremnik, s obzirom na to da sustav centralnog grijanja ne radi, pa zagrijavanje cijelog kotla i vode u sustavu nije ekonomično. Električni grijač i izmjenjivač topline za dogrijavanje kotlom se nalaze u gornjem dijelu spremnika, jer se topla voda nakon zagrijavanja oko izmjenjivača sunčevog kruga diže prema gornjim dijelovima spremnika. Na taj način je najhladnija voda uvijek u donjem dijelu spremnika, u području oko izmjenjivača sunčevog kruga, što omogućuje rad kolektora pri nižim temperaturama nosioca topline, odnosno veću iskoristljivost u radu. Da bi se održala što veća razlika temperatura između donjih i gornjih dijelova spremnika, ugrađuje se dodatni manji spremnik, izravno napajan svježom vodom, čime se sprječava miješanje tople i hladne vode u većem spremniku što, između ostalog, povoljno utječe na povećanje iskoristljivosti rada kolektora.

### Regulacija
Zadatak regulacije (automatike) je osigurati najveću stupanj iskorištenja rada sunčevog sustava. Diferencijalna automatika u sunčevom sustavu upravlja radom pumpe, koja pogoni nosioca topline između kolektora i spremnika. Regulacija uključuje pumpu kada je temperatura na izlazu iz kolektora nekoliko °C veća od one u spremniku na mjestu neposredno iznad izmjenjivača topline, a isključuje, kada je ta razlika manja od zahtijevane. Tako se onemogućuje rashlađivanje spremnika u razdobljima kada je temperatura u spremniku viša od one u kolektoru (za oblačna vremena ili tijekom noći). Pored upravljanja sunčevim krugom, u pojedinim sustavima isti sklop regulacije upravlja i radom pumpe pomoćnog grijanja, električnog grijača, te pumpom grijanja prostora objekta.

### Proračun sunčevih toplovodnih sustava
Kod sunčevih sustava namijenjenih isključivo pripremi tople vode, odabir broja kolektora i njihovog nagiba, te veličine spremnika, ponajviše ovisi dnevnoj potrošnji vode u pojedinom dijelu godine, klimatskom području (kontinentalni ili primorski dio), te orijentaciji kolektora u odnosu na strane svijeta. Tipične vrijednosti za obitelj s 4 - 5 članova su 4 - 6 m2 kolektora u kontinentalnom dijelu i do 4 m2 u primorskom dijelu uz spremnik zapremine 200-300 litara. Tada je kroz cijelu godinu moguće prikupiti oko 600 kWh/m2 toplinske energije u
kontinentalnom dijelu i oko 1000 kWh/m2 u primorskom dijelu naše zemlje. Ti se podaci odnose na visokoučinske pločaste sunčeve kolektore (Tinox apsorber), ugrađene pod kutom 45° i usmjerene prema jugu, uz pokrivanje svih potreba za energijom u ljetnim mjesecima, te najkraće razdoblje povrata investicije (omjer investicije i godišnje uštede na pojedinom energentu) koji u odnosu na grijanje vode plinom iznosi 24 godine u kontinentalnom dijelu i 16 godina u primorskom dijelu, te u odnosu na električno grijanje 8,5 odnosno 5,5 godina.

### Sunčev toplovodni kolektor
Sunčev toplovodni kolektor ili sunčev kolektor upija sunčevo zračenje i može se koristiti za grijanje prostora i za grijanje vode. Kolektori se najčešće postavljaju na krov kuće ili zgrade, četvrtastog su oblika, a sastoje se od ovih dijelova:
- prozirna stranica (staklo ili slična prozirna otporna površina), koja propušta sunčevu energiju unutra, ali je ne propušta van,
- tamno obojena površina (apsorber), koji se nalazi unutar kućišta kolektora, a služi za upijanje topline i prenošenje na radni medij (voda, glikol ili zrak). Zadaća apsorbera je da prikupi najviše moguće sunčeve topline. Zbog toga je potrebno da apsorber ima što veću sposobnost upijanja topline i što manje toplinske gubitke. To se postiže selektivnim premazom koji propušta svjetlost određene valne duljine,
- toplinska izolacija koja sprječava gubitke topline,
- ventili i toplovodne cijevi, koji prenose medij - ugrijani zrak ili tekućinu iz kolektora u spremnik.

Vakuumski kolektori koriste sličan princip kao i termosice (Dewarova posuda). U svrhu smanjenja toplinskih gubitaka u kolektoru, apsorberi se nalaze u staklenim cilindrima u kojima je vakuum, na tlaku manjem od 0,01 bara. Apsorber koji se ugrađuje u vakuumske cijevi je plosnata traka ili premaz, koji se nanosi na unutrašnju stranu staklene vakuumske cijevi. Kako je potrebna površina koju zauzimaju vakuumski kolektori za 1/3 manja od ravnih kolektora, pogodni su za krovove koji nemaju dovoljno mjesta za instalaciju ravnih kolektora.